# Костромская четверть
Костромска́я че́тверть (четь) — один из приказов Русского государства, ведавший управлением 17—22 городов с уездами (Кострома, Муром, Ростов, Ярославль и др.).
Костромская четверть неоднократно упоминается в записных книгах с 1627 по 1680 год. Ежегодные доходы приказа составляли около 30 тысяч рублей. В 1671 году повелено было выдать её в Приказ Большого дворца. В 1680 году она наименована Костромским четвертным приказом и в ней было повеление выдать города, потом вошедшие в состав провинций Костромской и Ярославской. В последнюю четверть XVII века дела Костромской четверти были переданы в Стрелецкий приказ.